# Next Generation ATP Finals 2018 – mužská dvouhra
Mužská dvouhra Next Generation ATP Finals 2018 probíhala v první polovině listopadu 2018. Singlová soutěž milánského závěrečného turnaje sezóny byla určena pro sedm nejlepších hráčů do 21 let věku na žebříčku Emirates ATP Race to Milan a jednoho účastníka startujícího na divokou kartu. Jednalo se o druhý ročník závěrečné události roku, z níž nebyly tenistům přidělovány body do žebříčku ATP. Turnaj se hrál ve formátu Fast4 tenisu. Obhájce titulu, Jihokorejec Čong Hjon, nebyl již věkově způsobilý ke startu.
Vítězem se stal nejvýše nasazený 20letý Řek Stefanos Tsitsipas, jenž v finálovém souboji neporažených hráčů zdolal australskou turnajovou dvojku, 19letého Alexe de Minaura, po čtyřsetovém průběhu 2–4, 4–1, 4–3, 4–3. V probíhající sezóně si tak po triumfu na Stockholm Open 2018 připsal druhé turnajové vítězství, které se ovšem nezapočítalo mezi tituly okruhu ATP Tour. Jako neporažený šampion si řecká světová patnáctka odvezla prémii 407 tisíc dolarů. De Minaurovi jako australské jedničce patřila 31. příčka světové klasifikace a ATP jej následně vyhlásila nováčkem roku 2018.
V zápase o třetí místo vyhrál ruský obhájce finálové účasti Andrej Rubljov po pětisetové bitvě nad Španělem  Jaumem Munarem.

## Nasazení hráčů
1. Stefanos Tsitsipas (vítěz)
2. Alex de Minaur (finále)
3. Frances Tiafoe (základní skupina)
4. Taylor Fritz (základní skupina)
5. Andrej Rubljov (semifinále, 3. místo)
6. Hubert Hurkacz (základní skupina)
7. Jaume Munar (semifinále, 4. místo)
8. Liam Caruana (základní skupina)

## Náhradníci
1. Ugo Humbert (nenastoupil)
2. Michael Mmoh (nenastoupil)

## Soutěž
| Legenda                                                       |                                                                        |                                                   |
| - Q – kvalifikant - WC – divoká karta - LL – šťastný poražený | - Alt – náhradník - SE – zvláštní výjimka - PR/SR – žebříčková ochrana | - w/o – bez boje - r – skreč - d – diskvalifikace |

### Finálová fáze
|  | Semifinále | Semifinále         | Semifinále | Semifinále | Semifinále | Semifinále | Semifinále |  |  | Finále           | Finále             | Finále           | Finále           | Finále           | Finále           | Finále           |
|  |            |                    |            |            |            |            |            |  |  |                  |                    |                  |                  |                  |                  |                  |
|  | 1          | Stefanos Tsitsipas | 47         | 35         | 4          | 2          | 47         |  |  |                  |                    |                  |                  |                  |                  |                  |
|  | 5          | Andrej Rubljov     | 3          | 47         | 0          | 4          | 32         |  |  |                  |                    |                  |                  |                  |                  |                  |
|  |            |                    |            |            |            |            |            |  |  | 1                | Stefanos Tsitsipas | 2                | 4                | 47               | 47               |                  |
|  |            |                    |            |            |            |            |            |  |  | 2                | Alex de Minaur     | 4                | 1                | 3                | 3                |                  |
|  | 2          | Alex de Minaur     | 35         | 4          | 4          | 34         | 4          |  |  |                  |                    |                  |                  |                  |                  |                  |
|  | 7          | Jaume Munar        | 47         | 1          | 1          | 47         | 2          |  |  | Zápas o 3. místo | Zápas o 3. místo   | Zápas o 3. místo | Zápas o 3. místo | Zápas o 3. místo | Zápas o 3. místo | Zápas o 3. místo |
|  |            |                    |            |            |            |            |            |  |  | 5                | Andrej Rubljov     | 1                | 47               | 2                | 4                | 47               |
|  |            |                    |            |            |            |            |            |  |  | 7                | Jaume Munar        | 4                | 34               | 4                | 2                | 3                |

### Skupina A
|    |                    | Tsitsipas                         | Tiafoe                    | Hurkacz                      | Munar                             | Zápasy | Sety       | Hry          | Pořadí |
| 1. | Stefanos Tsitsipas |                                   | 4–3(7–3), 4–3(7–5), 4–2   | 4–1, 4–3(7–2), 4–1           | 4–3(7–5), 4–3(7–3), 3–4(4–7), 4–2 | 3–0    | 9–1 (90 %) | 39–25 (61 %) | 1.     |
| 3. | Frances Tiafoe     | 3–4(3–7), 3–4 (5–7), 2–4          |                           | 4–1, 4–2, 2–4, 4–3(12–10)    | 1–4, 3–4 (3–7), 1–4               | 1–2    | 3–7 (30 %) | 27–34 (44 %) | 4.     |
| 6. | Hubert Hurkacz     | 1–4, 3–4(2–7), 1–4                | 1–4, 2–4, 4–2, 3–4(10–12) |                              | 4–2, 4–2, 2–4, 3–4(5–7), 4–1      | 1–2    | 4–8 (33 %) | 32–39 (45 %) | 3.     |
| 7. | Jaume Munar        | 3–4(5–7), 3–4(3–7), 4–3(7–4), 2–4 | 4–1, 4–3(7–3), 4–1        | 2–4, 2–4, 4–2, 4–3(7–5), 1–4 |                                   | 1–2    | 6–6 (50 %) | 37–37 (50 %) | 2.     |

### Skupina B
|       |                | de Minaur               | Fritz                             | Rubljov                           | Caruana                  | Zápasy | Sety       | Hry          | Pořadí |
| 2.    | Alex de Minaur |                         | 4–3(10–8), 4–1, 4–2               | 4–1, 3–4(5–7), 4–1, 4–2           | 4–1, 4–1, 4–2            | 3–0    | 9–1 (90 %) | 39–18 (68 %) | 1.     |
| 4.    | Taylor Fritz   | 3–4(8–10), 1–4, 2–4     |                                   | 2–4, 4–1, 4–3(7–4), 3–4(2–7), 2–4 | 1–4, 4–1, 4–3(11–9), 4–2 | 1–2    | 5–7 (42 %) | 34–38 (47 %) | 3.     |
| 5.    | Andrej Rubljov | 1–4, 4–3(7–5), 1–4, 2–4 | 4–2, 1–4, 3–4(4–7), 4–3(7–2), 4–2 |                                   | 4–3(9–7), 4–1, 4–2       | 2–1    | 7–5 (58 %) | 36–36 (50 %) | 2.     |
| 8./WC | Liam Caruana   | 1–4, 1–4, 2–4           | 4–1, 1–4, 3–4(9–11), 2–4          | 3–4(7–9), 1–4, 2–4                |                          | 0–3    | 1–9 (10 %) | 20–37 (35 %) | 4.     |